# Лишће прекрива Лисабон
Лишће прекрива Лисабон је други студијски албум групе Електрични оргазам. Највећи хит је била песма Доколица. Албум је изашао 1982. године у издању дискографске куће Југотон.

## Позадина
Након великог успеха деби албума и наступа у Варшави, бенд свира материјал за нови албум у Љубљани. „Били смо тада веома добро усвиран бенд, управо због те турнеје у Пољској. Већину смо свирали нове песме тада, јер сам сматрао да Пољаци не познају наше песме са првог албума, тако да можемо свирати и најновије. Имали смо два концерта у Варшави, то су заправо два мања наступа од по 40 минута”, открио је певач, гитариста и лидер бенда Гиле. 

## О албуму
1982. године, сви су приметили, дошло је до замирања новог таласа, тако да је њихов албум био нешто другачије. Добио је одличне критике у штампи, али није био прихваћен од стране публике. „Албум нам се десио у веома чудном тренутку, тада су били бендови, управо „Идоли”, „Филм”, „Прљаво казалиште”, где доминира више поп музика, а нови талас није актуелан. Ми смо се бавили уметничком музиком, не комерцијалним аспектом и није нам било важно колико ћемо плоча продати”, објаснио је фронтмен Гиле.

## Пријем
Хрватски портал SoundGuardian је писао да је албум савршен, додајући да је доказао да хитови нису предуслов за генијално дело.

## Топ листе

### Недељна листа
| Листа     | Највиша позиција |
| --------- | ---------------- |
| ХР Топ 40 | 1                |

### Месечна листа
| Листа | Највиша позиција |
| ----- | ---------------- |
| ХДУ   | 1                |

| Листа | Највиша позиција |
| ----- | ---------------- |
| ХДУ   | 4                |

### Полугодишња листа
| Листа | Највиша позиција |
| ----- | ---------------- |
| ХДУ   | 13               |